# Associazione Sportiva Cittadella
La Associazione Sportiva Cittadella es un club de fútbol italiano de la ciudad de Cittadella (Padua), en Véneto. Fue fundado en 1973 y desde la temporada 2025-26 milita en la Serie C, la tercera categoría del fútbol nacional.

## Historia

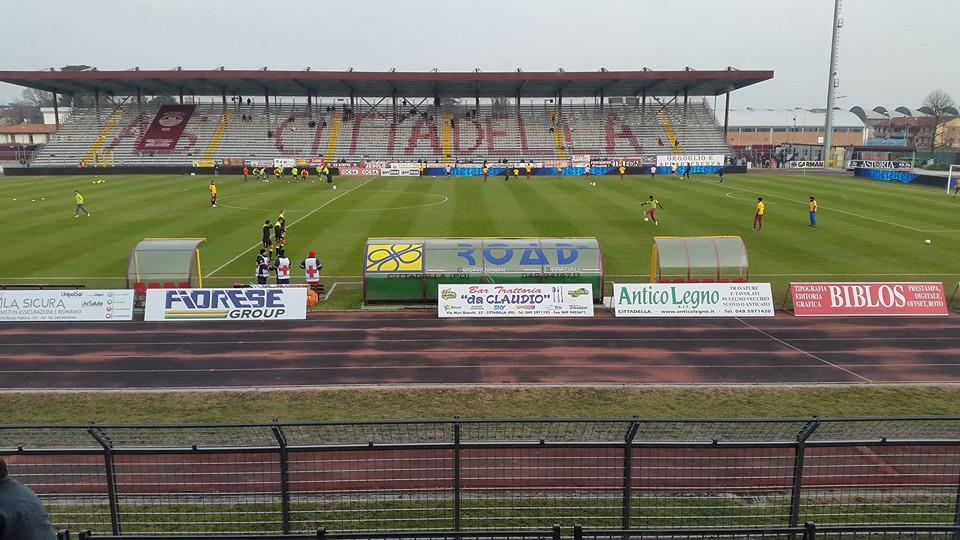
Estadio Piercesare Tombolato.

La Associazione Sportiva Cittadella fue fundada en 1973 tras la fusión de la U.S. Cittadellense y la A.S. Olympia, clubes fundados en 1920 y 1948.

## Estadio
El estadio del Citadella es el Estadio Piercesare Tombolato y tiene una capacidad para 7.623 personas.

## Temporadas
- Serie B: 10
- Serie C, C1, C2: 16
- Serie D: 11

## Palmarés

### Torneos nacionales
- Serie C / Lega Pro (1): 2015-16
- Serie D (1) : 1988-89
- Copa Italia Dilettanti (1): 1979-80